# Вја Фелегети (Ређо Емилија)
Вја Фелегети је насеље у Италији у округу Ређо Емилија, региону Емилија-Ромања.
Према процени из 2011. у насељу је живело 4 становника. Насеље се налази на надморској висини од 180 м.